# 清教学園幼稚園
清教学園幼稚園（せいきょうがくえんようちえん）は、大阪府河内長野市西代町にある、私立の幼稚園。

## 沿革
1934年（昭和9年）5月10日、教会学校の教師も務めていた平田鋭之によって南河内郡長野町大字長野にめぐみ幼稚園として開かれた。1934年当時、南河内郡における幼稚園は4園であり、長野町では初の開園であった。定員は60人であり、これを上回る希望があったという。9月に仮園舎から大字西代301番地の園舎に移った。1939年、経営難に陥ったことから日本基督教会河南伝道教会（現・日本基督教団河内長野教会）に譲渡されることとなり、4月に長野幼稚園に改称、翌1940年に河南伝道教会（大字古野6番地）の構内に移転した。1945年頃は長野保育園と称したという。1948年9月19日、財団法人長野基督教会幼稚園が設立された。1951年1月、学校法人清教学園が設立されたことにより、清教学園幼稚園に改称された。1959年、大字西代（現・西代町9番11号）の園舎に移転した。1989年に新園舎の建築と園庭の拡大を行った。2016年に園舎の建て替えを行い、2017年には幼稚園型認定こども園へ移行した。

## 交通
- 南海高野線河内長野駅 徒歩で8分（約500m）

## 著名な出身者
- こんやしょうたろう（アルケミストのボーカル）[5]

## 参考資料
- 籠谷次郎 著「第四章 昭和前期の河内長野」、河内長野市史編修委員会 編『河内長野市史』 第三巻 本文編 近現代、河内長野市、2004年9月30日。
- 籠谷次郎 著「別図2 河内長野市学校変遷図」、河内長野市史編修委員会 編『河内長野市史』 第十一巻 別編三、河内長野市、2006年3月31日。